# Бек-вокал
Бек-вокал (англ. backing vocal — спів на задньому плані) — виконання співу, яке супроводжує головну вокальну партію. Виконують бек-вокалісти, головною задачею яких є акомпанування головному співаку.

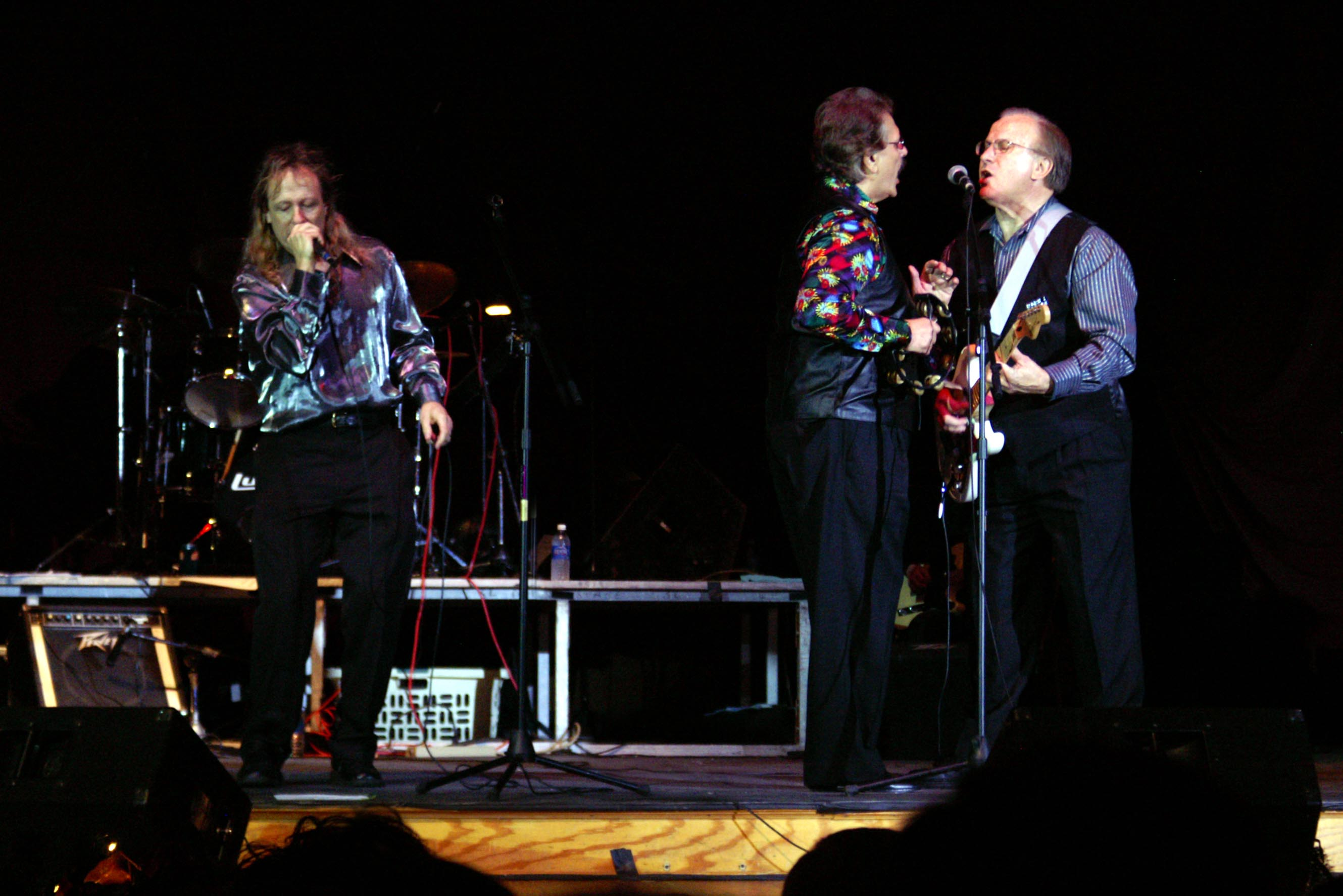
Двоє беквокалістів (праворуч) підспівують солістові

В основному використовується на невеличких ділянках композиції (наприклад, приспів). Проте бек-вокал також може використовуватися не лише як підтримка основної лінії, а і як контраст. Найчастіше контрасти використовують виконавці гевіметалу та інших напрямків важкої музики. Він виражається в гроулінгу чи скримінгу.